# Michaël Cordier
Michaël Cordier (ur. 27 marca 1984 w Lobbes) – belgijski piłkarz występujący na pozycji bramkarza. Zawodnik klubu UR La Louvière Centre.

## Kariera klubowa
Cordier jako junior grał w klubach Anderlues oraz RSC Charleroi, do którego trafił w 1999 roku. Na sezon 2001/2002 został wypożyczony do Eendrachtu Aalst. W Eerste klasse zadebiutował 9 lutego 2002 roku w przegranym 0:2 pojedynku z Royalem Antwerp. W 2002 roku wrócił do Charleroi. Spędził tam jeszcze 2 lata, jednak w nie rozegrał w tym czasie żadnego spotkania.
W 2004 roku podpisał kontrakt z zespołem RAA Louviéroise, także z Eerste klasse. Pierwszy ligowy mecz zaliczył tam 2 kwietnia 2005 przeciwko Club Brugge (0:2). W 2006 roku spadł z klubem do Tweede klasse. Wówczas odszedł do pierwszoligowego klubu FC Brussels. Zadebiutował tam 29 lipca 2006 roku w wygranym 1:0 ligowym pojedynku z RAEC Mons. W 2008 roku spadł z klubem do Tweede klasse. Spędził tam jeszcze pół roku.
W styczniu 2009 roku podpisał kontrakt z pierwszoligowym Anderlechtem. W 2010 roku, od stycznia do lipca przebywał na wypożyczeniu w zespole Olympic Charleroi z Tweede klasse. W 2012 roku przeszedł do KVC Westerlo, a w 2015 do Club Brugge. W 2016 trafił do UR La Louvière Centre.

## Kariera reprezentacyjna
Cordier jest byłym reprezentantem Belgii U-21.